# Палу (Сондрио)
Палу је насеље у Италији у округу Сондрио, региону Ломбардија.
Према процени из 2011. у насељу је живело 59 становника. Насеље се налази на надморској висини од 298 м.